# 山室有紀子
山室 有紀子（やまむろ ゆきこ、1967年〈昭和42年〉 - ）は、日本の脚本家。神奈川県出身、明治大学文学部卒業。アンドリーム（&REAM）所属

## 経歴
高校時代に映画部に所属しており、脚本に興味を持つものの、書く機会が無く、当時は音響やコンテなどを担当して過ごす。大学卒業後に出版社に勤務し、何度かの転職を経て、人の勧めで脚本の勉強を始め、高校時代に興味を持っていたこともあり、脚本への取り組みを始める。
仲倉重郎と南部英夫による私塾のアシモフ・シナリオゼミに学び、テレビドラマの脚本の幾度かのコンクールを経て、2005年（平成17年）『Deep Love 〜ホスト〜』で脚本家としてデビューする。
またそれ以前、2000年代初めにシナリオコンクール城戸賞で最終選考まで残っていたことで東宝の目に留まっており、漫画『タッチ』の東宝による映画化にあたって女性の意見が必要として、2005年公開の同作で、映画脚本家としてデビューする。
小説も手掛けており、代表作には、柴田トヨの半生を綴った『小説 くじけないで』がある。

## 代表作

### 映画
- タッチ（2005年）
- 長い散歩（2006年）
- 眉山（2007年）
- ちーちゃんは悠久の向こう（2008年）
- 武士の献立（2013年）
- 恋する寄生虫（2021年）

他

### テレビドラマ
- Deep Love 〜ホスト〜（2005年、テレビ東京）
- ある日、アヒルバス（2015年、NHK BSプレミアム）
- 結婚式の前日に（2015年、TBS)
- 突然ですが、明日結婚します（2017年、フジテレビ）

他

### 小説
- 小説 くじけないで（2013年）
- あの日起きたこと 東日本大震災 ストーリー311（2014年）
- 妖怪大戦争 ガーディアンズ（2021年）